# Sigrid Göhler
Sigrid Göhler (née le 8 novembre 1942 à Freiberg) est une actrice allemande.

## Biographie
Après une formation à l'école de cinéma de Babelsberg, Sigrid Göhler joue dans les théâtres de Brandebourg-sur-la-Havel et de Halle-sur-Saale ainsi que pour les films de la DEFA. Vers la fin des années 1960, elle est pigiste à Berlin, faisant principalement de la télévision et du doublage. Elle apparaît dans le Fernsehtheater Moritzburg.
Elle acquiert une notoriété avec le rôle du lieutenant de police Vera Arndt dans la série policière Polizeiruf 110 à la Deutscher Fernsehfunk, où elle est l'un des premières enquêtrices de la télévision allemande et présente dans 48 épisodes de 1971 à 2011.
Après d'autres productions télévisées dans les années 1980, elle joue aux théâtres de Senftenberg et au Schwedt-sur-Oder. Après cela, elle a renoncé à jouer.
Elle fait une apparition en 2001 en tant que Mme Raven dans l' épisode Polizeiruf 110: Kurschatten, une édition anniversaire diffusée pour le trentième anniversaire de la diffusion du premier épisode.
Sigrid Göhler vit à Kolberg dans le Brandebourg depuis 2007, avec son mari, l'acteur Peter Reusse, jusqu'à la mort de ce dernier le 11 juin 2022. Le mariage donne une fille, Bettina Reusse, et un fils, Sebastian Reusse. Lui et sa petite-fille Linn Reusse, la fille de Bettina Reusse, sont également acteurs.

## Filmographie

### Cinéma
- 1961 : Das Rabauken-Kabarett (de)
- 1961 : Das Märchenschloß (de)
- 1962 : Altweibersommer
- 1963 : Jetzt und in der Stunde meines Todes (de)
- 1963 : Verliebt und vorbestraft (de)
- 1968 : Die Toten bleiben jung (de)

### Télévision

#### Téléfilms
- 1962 : Die Nacht an der Autobahn (de)
- 1963 : Drei Kriege – 1. Teil: Tauroggen
- 1964 : Egon und das achte Weltwunder (de)
- 1966 : Der Neffe als Onkel
- 1968 : Die Dienstfahrt
- 1969 : Minna von Barnhelm oder Das Soldatenglück
- 1974 : Warum kann ich nicht artig sein?
- 1979 : Die Ringe aus Zinn
- 1981 : Kein Tag ist wie der andere
- 1982 : Endlich fliegen

#### Séries télévisées
- 1968 : Rote Bergsteiger (de) (8 épisodes)
- 1969 : Hans Beimler, Kamerad (3 épisodes)
- 1971 : Der Sonne Glut
- 1981 : Schauspielereien (épisode : Die Liebe höret nimmer auf)
- 1984 : Mensch, Oma! (2 épisodes)

##### Polizeiruf 110
- 1971 : Polizeiruf 110: Der Fall Lisa Murnau
- 1971 : Polizeiruf 110: Die Schrottwaage
- 1972 : Polizeiruf 110: Die Maske
- 1972 : Polizeiruf 110: Verbrannte Spur
- 1972 : Polizeiruf 110: Das Haus an der Bahn
- 1972 : Polizeiruf 110: Der Tote im Fließ
- 1972 : Polizeiruf 110: Ein bißchen Alibi
- 1972 : Polizeiruf 110: Minuten zu spät
- 1972 : Polizeiruf 110: Das Ende einer Mondscheinfahrt
- 1973 : Polizeiruf 110: In der selben Nacht
- 1973 : Polizeiruf 110: Siegquote 180
- 1973 : Polizeiruf 110: Gesichter im Zwielicht
- 1973 : Polizeiruf 110: Freitag gegen Mitternacht
- 1973 : Polizeiruf 110: Der Ring mit dem blauen Saphir
- 1973 : Polizeiruf 110: Nachttresor
- 1973 : Polizeiruf 110: Eine Madonna zuviel
- 1974 : Polizeiruf 110: Per Anhalter
- 1974 : Polizeiruf 110: Konzert für einen Außenseiter
- 1974 : Polizeiruf 110: Lohnraub
- 1974 : Polizeiruf 110: Die verschwundenen Lords
- 1974 : Polizeiruf 110: Fehlrechnung
- 1974 : Polizeiruf 110: Kein Paradies für Elstern
- 1974 : Polizeiruf 110: Der Tod des Professors
- 1974 : Polizeiruf 110: Nachttaxi
- 1974-2011 : Polizeiruf 110: Im Alter von …
- 1975 : Polizeiruf 110: Ein Fall ohne Zeugen
- 1975 : Polizeiruf 110: Die Rechnung geht nicht auf
- 1975 : Polizeiruf 110: Das letzte Wochenende
- 1976 : Polizeiruf 110: Der Fensterstecher
- 1976 : Polizeiruf 110: Eine fast perfekte Sache
- 1976 : Polizeiruf 110: Bitte zahlen
- 1977 : Polizeiruf 110: Vermißt wird Peter Schnok
- 1977 : Polizeiruf 110: Kollision
- 1977 : Polizeiruf 110: Die Abrechnung
- 1977 : Polizeiruf 110: Ein unbequemer Zeuge
- 1978 : Polizeiruf 110: Schuldig
- 1978 : Polizeiruf 110: Die letzte Chance
- 1979 : Polizeiruf 110: Am Abgrund
- 1979 : Polizeiruf 110: Barry schwieg
- 1980 : Polizeiruf 110: Vergeltung?
- 1980 : Polizeiruf 110: Die Entdeckung
- 1980 : Polizeiruf 110: Zeugen gesucht
- 1981 : Polizeiruf 110: Nerze
- 1981 : Polizeiruf 110: Trüffeljagd
- 1981 : Polizeiruf 110: Glassplitter
- 1983 : Polizeiruf 110: Die Spur des 13. Apostels
- 1983 : Polizeiruf 110: Es ist nicht immer Sonnenschein
- 2001 : Polizeiruf 110: Kurschatten